# Laura Carmine
Laura Yliana Carmine Miranda (Cayey, 2 de abril de 1983)  é uma atriz porto-riquenha radicada mexicana, aonde é conhecida por suas atuações em telenovelas.

## Biografia
Laura Carmine nasceu na capital de Porto Rico, San Juan. Mas desde muito pequena foi viver com sua família nos Estados Unidos. Ela estudou licenciatura de 2001 a 2005, uma en Publicidade e outra em Marketing. Em 2006 início uma Pós graduação em  Mercadotecnia Internacional, no entanto interrompeu os estudos quando se mudou para o México para realizar um casting no (CEA) Centro de Educación Artística da Televisa, onde se ingressou no ano de 2007.
Inicia sua carreira televisiva em 2008, apresentando segmentos em programas exclusivos da rede de televisão SKY México e atuando com pequenos papéis nas telenovelas Corazón salvaje, Un gancho al corazón e Camaleones.
Em 2011 Laura interpreta sua primeira personagem protagonica na telenovela Ni contigo ni sin ti ao lado de Eduardo Santamarina. Já em 2012 ela é uma das antagonistas da telenovela Amor Bravío atuando com Silvia Navarro e Cristián de la Fuente.
Laura Carmine declarou ser defensora dos animais e vegetariana, também disse ser portadora de heterocromia parcial, tendo o olho esquerdo de uma cor um pouco diferente do direito.
Em 2015 interpretou uma das antagonistas da novela A que no me dejas.
Em 2017 participa como antagonista principal em Mi adorable maldición . 

## Carreira
| 2025      | A.mar, donde el amor teje sus redes | Erika Méndez García                                        |
| 2024      | Juegos interrumpidos                | Laura Suárez                                               |
| 2022      | Vencer la ausencia                  | Lenar Ramírez de Garrido                                   |
| 2021      | La desalmada                        | Ángela Hinojosa                                            |
| 2019-2020 | Médicos, línea de vida              | Dra. Paulina Serrano Briceño                               |
| 2018      | Por amar sin ley                    | Berenice Ortiz de Argudí                                   |
| 2017      | Mi adorable maldición               | Mónica "Monique" Solana Pineda                             |
| 2016      | Vino el amor                        | Lisa Palacios Smith de Robles                              |
| 2015-2016 | A que no me dejas                   | Nuria Murat Urrutia                                        |
| 2013-2014 | De que te quiero, te quiero         | Simona Verduzco                                            |
| 2013      | La tempestad                        | Esther "Esthercita" Salazar Mata / Ada de Contreras        |
| 2012-2013 | ¿Quién eres tú?                     | Natalia Garrido Pérez / Verónica Garrido Pérez de Esquivel |
| 2012      | Amor bravío                         | Ximena Díaz Santos                                         |
| 2012      | Por ella soy Eva                    | Camila                                                     |
| 2011      | Ni contigo ni sin ti                | Nicole Lorentti Tinoco de Cornejo                          |

## Prêmios e Indicações

### Prêmio TVyNovelas
| Ano  | Categoria                | Programa/Telenovela  | Resultado |
| ---- | ------------------------ | -------------------- | --------- |
| 2012 | Atriz Revelação          | Ni contigo ni sin ti | Ganhadora |
| 2013 | Melhor atriz de reparto  | Amor bravío          | Nomeada   |
| 2016 | Melhor atriz antagonista | A que no me dejas    | Ganhadora |

### Prêmios People en Espanol
| Ano  | Categoria   | Programa/Telenovela | Resultado |
| ---- | ----------- | ------------------- | --------- |
| 2013 | Melhor Vilã | La tempestad        | Nomeada   |